# アウグスト・レスキーン
アウグスト・レスキーン（August Leskien、1840年7月8日 - 1916年9月20日）は、ドイツの言語学者。インド・ヨーロッパ語族、とくにスラヴ語派の比較言語学の研究者として知られる。
青年文法学派の学者の中では年長者であり、そのリーダー格であった。

## 生涯
1840年、キールに生まれた。キール大学およびライプツィヒ大学で文献学を学び、1864年に博士の学位を得た。青年文法学派の他の学者と同じく、レスキーンはゲオルク・クルツィウスの学生だった。在学中に南東ヨーロッパを旅行して南スラヴ語に接し、また農民から低地ソルブ語を学んだ。
1864年からライプツィヒのトーマス学校でギリシア語・ラテン語を教えたが、その地位に満足せず、1866年からイェーナ大学でアウグスト・シュライヒャーに学び、1867年に論文「ホメーロスにおける未来とアオリスト」で教授資格を得た。1867年から1869年までゲッティンゲン大学の私講師をつとめた。1868年に師のシュライヒャーが急死したため、その後継としてイェーナ大学の比較言語学およびサンスクリットの員外教授に就任した。1870年にはライプツィヒ大学に移り、スラヴ学教授をつとめた。
1876年、レスキーンはヴァトロスラヴ・ヤギッチとともにスラヴ語に関する学術雑誌『Archiv für slavische Philologie』を創刊した。

## 主な業績
1876年に論文「スラヴ・リトアニア語とゲルマン語における曲用」を発表した。この論文でレスキーンはシュライヒャーの系統樹説とシュミットの波紋説の中間的な立場を表明した。しかしこの論文が有名になったのは序文の中の「音法則に例外なし」という言葉で、この命題は青年文法学派の根本的な信条となった。
- Die Declination im Slavisch-Litauischen und Germanischen. Leipzig: S. Hirzel. (1876)

その後レスキーンは言語理論から離れ、古代教会スラヴ語の研究に集中した。
- Handbuch der altbulgarischen (altkirchenslavischen) Sprache. Weimar: Hermann Böhlau. (1871)
- Grammatik der altbulgarischen (altkirchenslavischen) Sprache. Heidelberg: Carl Winter's Universitätsbuchhandlung. (1919) [1909]

リトアニア語の文法と語彙つきの読本は没後の1919年に出版された。
- Litauisches Lesebuch mit Grammatik und Wörterbuch. Heidelberg: Carl Winter's Universitätsbuchhandlung. (1919)